# Видимир II
Видимир II (Видемер II; V век) — король части остготов.

## Биография
Основным нарративным источником о Видимире II является труд готского историка середины VI века Иордана «О происхождении и деяниях гетов».
Согласно этому автору, Видимир II был сыном Видимира I. Вместе со своим отцом вывел часть своего народа в Италию. Когда старший Видимир умер в 474 году, император Глицерий подарками убедил его удалиться со своим отрядом из Италии в Галлию, к родственным вестготам. Видимир Младший, видимо, осел в Лимузене, где он, возможно, жил ещё и в следующем десятилетии.
| Династия королей остготов |                             |             |
| Предшественник: Видимир I | король остготов ок. 474 — ? | Преемник: ? |